# Brian Froud
Brian Froud (Winchester, 1947) è un pittore e illustratore inglese. Vive e lavora nel Devon con sua moglie Wendy Froud, anch'essa artista fantasy. I suoi dipinti sono ispirati spesso dalla natura di Dartmoor, nel parco nazionale di Devon, e al folklore e alla mitologia europea.
Froud è conosciuto in tutto il mondo per i dipinti sulle fate e le altre creature del Sidhe. Assieme ad Alan Lee ha scritto e illustrato il libro Fate (1978), diventato uno dei testi più conosciuti del XX secolo e pubblicato in Italia nel 1979. Nel 2002 è stata pubblicata (non in Italia) un'edizione speciale di Fate con otto pagine in più e nuovi disegni, che ha riscosso ancora una volta grande successo.
Oltre ai suoi innumerevoli libri illustrati, Brian vanta anche collaborazioni come concept artist per diversi film, tra cui Dark Crystal e Labyrinth di Jim Henson.

## Opere

### Libri illustrati pubblicati in Italia
- Fate (1979), Rizzoli
- Tutti i folletti di Labyrinth (1986), Rizzoli
- Jim Hensonʼs Labyrinth: romanzo (2017), Kappalab

### Filmografia come concept artist
- Dark Crystal (1982)
- Labyrinth - Dove tutto è possibile (1986)
- Storyteller (1988)
- Piccolo Nemo - Avventure nel mondo dei sogni (1988)
- The Life & Adventures of Santa Claus (2000)
- Peter Pan (2003)
- Mythic Journeys (2009)
- Il drago invisibile (2016)
- Dark Crystal - La resistenza (2019)